# Flavina
La flavina (7,8-dimetil-isoaloxazina) es una base nitrogenada cuya cadena principal es una sustancia heterocíclica nitrogenada de tres anillos y dos grupos oxo, conocida como isoaloxazina. Su nombre viene del latín flavus (amarillo), ya que en su forma oxidada es amarilla (y en su forma reducida es incolora).

Isoaloxazina.

Los nucleótidos de flavina intervienen en muchas reacciones metabólicas de óxido-reducción por transferencia de hidrógeno (deshidrogenación). Esto es posible gracias a su capacidad de reducirse captando hidrógeno en sus nitrógenos 1 y 5 (reacción de adición):
Ejemplo: FAD + 2H+ + 2e- <=> FADH2

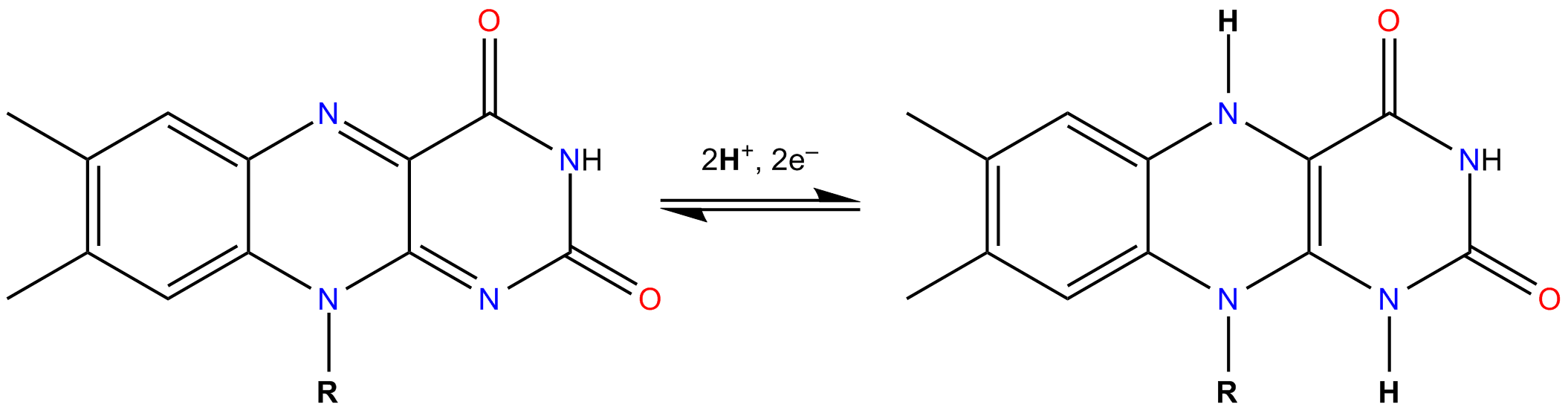
Equilibrio químico entre la forma oxidada (izquierda) y la forma reducida (derecha) de la flavina.

Sus formas más comunes son como nucleótido libre (flavina mononucleótido, FMN), en la Cadena de Transporte Electrónico Mitocondrial, o bien unida por el grupo fosfato a un nucleótido de Adenina (flavín adenín dinucleótido, FAD).
En el nucleósido riboflavina, o vitamina B2, la flavina está unida a una unidad de ribitol o adonitol (1,2,3,4,5-pentanopentol), el cual es obtenido a través de la modificación del grupo aldehído de una ribosa lineal.

Riboflavina (vitamina B_{2}).

En 1937, Paul Karrer recibió el Premio Nobel de química por sus investigaciones sobre los carotenoides, flavinas y la vitamina A y vitamina B2.
- Datos: Q174337
- Multimedia: Flavins / Q174337